# Athesans-Étroitefontaine
Athesans-Étroitefontaine es una localidad y comuna francesa situada en el Nordeste de Francia. Esta municipalidad es una parte del departamento de la Haute-Saône y de la región del Franco Condado (Franche-Comté en francés). 

## Demografía
| 528 | 642 | 545 | 573 | 584 | 564 |
| Para los censos de 1962 a 1999 la población legal corresponde a la población sin duplicidades (Fuente: INSEE [Consultar]) |     |     |     |     |     |

La población es de 575 habitantes censados (datos 2005).